# Fairfax University
Fairfax University är ett så kallat diploma mill (bluffuniversitet); det vill säga ett privatägt institut som säljer amerikanska universitetstitlar utan de berörda myndigheternas godkännande. Institutet har för närvarande sitt säte på Caymanöarna.
Fairfax University hade tidigare säte i Louisiana, och ansökte där även om licens för sin verksamhet. Ansökan återtogs dock i augusti 2000, och institutet förband sig därmed samtidigt att omedelbart upphöra med verksamheten som examensutfärdande institut inom delstaten. 
En ledamot i delstatens beslutsorgan, Board of Regents, har uppgivit för Svenska Dagbladets nätupplaga att Fairfax University i själva verket aldrig varit officiellt godkänt i USA.

## Alumni
- Sven Otto Littorin (moderat politiker och arbetsmarknadsminister i Reinfeldt-regeringen 2006–2010) uppgav i sitt CV på regeringens webbplats att han tagit en MBA-examen i företagsekonomi genom distansstudier vid Fairfax University, men kunde inte erinra sig namnet på sin handledare eller var i USA universitetet låg när han tog sin examen.[3] Uppgifterna blev kända genom webbtidningen Friktion.

- Samuel Kobia (generalsekreterare för Kyrkornas världsråd, WCC, 2004–2009) har tagit en doktorsexamen vid Fairfax University. WCC tog bort denna examen från hans CV i februari 2008 efter att tyska protestantiska nyhetsbyrån EPD publicerat uppgifter om att Fairfax University saknade ackreditering.[4]